# Justin Kripps
Justin Kripps (født 6. januar 1987) er en canadisk bobslædefører.
Han repræsenterede sit land under vinter-OL 2014 i Sochi, hvor han sluttede på en 30. plads i fire-bobslæden.
Han tog guld i toer-bob under vinter-OL 2018.
Under vinter-OL 2022 i Beijing tog han bronze i fire-bob.